# Oceania Nations Cup 2013
Oceania Handball Nations Cup 2013, var det fjerde officielle oceaniske håndboldmesterskab for kvinder. Det blev afholdt d. 22-23 april, 2012 i New Zealand.
Turneringen fungerede også som kvalifikationsturnering til VM 2013 i Serbien.
I turneringen deltog to lande Australien og New Zealand der spillede to indbyrdes kampe, for at finde vinderen. Turneringens vinder blev Australien.

## Oversigt
| Hold 1      | AGG. | Hold 2     | 1. kamp | 2. kamp |
| ----------- | ---- | ---------- | ------- | ------- |
| New Zealand | -    | Australien | 19-24   | 16-26   |

## Kamp 1
| 26. april 2013 | New Zealand | 19-24 | Australien |  |
| 26. april 2013 |             |       |            |  |
| 26. april 2013 |             |       |            |  |

## Kamp 2
| 27. april 2013 | Australien | 26-16 | New Zealand |  |
| 27. april 2013 |            |       |             |  |
| 27. april 2013 |            |       |             |  |